# Tomasz Grzyb
Tomasz Grzyb (ur. 1971 w Radomiu) – polski artysta fotograf. Członek Związku Polskich Artystów Fotografików. Członek grup fotograficznych ProFoto, Piktorialni i Foto-Quortet.

## Życiorys
Tomasz Grzyb w 2008 roku został przyjęty do Radomskiego Towarzystwa Fotograficznego, w 2012 roku został członkiem Związku Polskich Artystów Fotografików, w tym samym roku został członkiem rzeczywistym i Artystą Fotoklubu Rzeczypospolitej Polskiej (AFRP). W 2021 usunięty z listy członków Fotoklubu RP, wskutek niewywiązywania się z obowiązków statutowych członków stowarzyszenia.
Tomasz Grzyb jest autorem kilkunastu wystaw indywidualnych, kilkudziesięciu wystaw zbiorowych i grupowych, zdobywcą nagród i wyróżnień w IPA International Photography Awards (USA), MIFA Moscow International Foto Awards (Rosja), PX3 Prix de la Photographie Paris (Francja), Monochrome Photography Awards (Anglia), Black & White Spider Awards (USA), International Color Awards (USA) oraz Turcji, Indiach, Egipcie, Omanie, Serbii, Macedonii, Czechach, Bośni i Hercegowinie, Danii i w Polsce. Jego prace zaprezentowano w Almanachu (1995–2017), wydanym przez Fotoklub Rzeczypospolitej Polskiej Stowarzyszenie Twórców.

## Wystawy indywidualne
- Pod kątem (2008)
- Światło gór (2009)
- Światło w przestrzeni cienia (2010)
- Dźwięki emocji (2012)
- Świadectwo (2013)
- Strefa Ciszy (2014)
- Dotyk czasoprzestrzeni (2018)
- Definicja przestrzeni (2018)
- Definicja przestrzeni (2021)[12]
- Dysocjacje czy natura światła? (2022)
- Przestrzeń osobista – Galeria U Strasza (Kielce 2024)[13]
- Światło w przestrzeni cienia – Kamienica Deskurów (Radom 2024)[14]
- Światło w przestrzeni cienia – Galeria Pomost (Lublin 2024)[15]

Źródło

## Nagrody i wyróżnienia
- 2020 – Drugie miejsce i wyróżnienie w konkursie “Life in Another Light” organizowanym przez amerykańską firmę Kolari Vision
- 2020 – Główna nagroda w XXVII Biennale Fotografii 'Zabytki’ w Zamościu
- 2019 – Wyróżnienie FIAP i 8 akceptacji w Wojnickim Międzynarodowym Konkursie Fotograficznym (edycja 5)
- 2019 – Wyróżnienie w konkursie Monochrome Photography Awards – Anglia
- 2016 – Brązowy Medal IAAP w konkursie The International exhibiton of art photography MOF 2015 “İbrahim Zaman” – Turcja
- 2016 – Wstążka UPI (wyróżnienie) w konkursie The International exhibiton of art photography MOF 2015 “İbrahim Zaman” – Turcja
- 2016 – Wstążka FIAP (wyróżnienie) w konkursie Foto Art Super Circuit – Indie
- 2016 – Wstążka FIAP (wyróżnienie) w konkursie „City Soul” – Egipt
- 2016 – Cztery wyróżnienia w konkursie Monochrome Photography Awards – Anglia
- 2016 – Wstążka FIAP (wyróżnienie) w 10 Międzynarodowym Salonie Fotograficznym Kumanovo – Macedonia
- 2015 – Wyróżnienie FIAP w konkursie „Drina Circuit 2015” – Bośnia i Hercegowina
- 2015 – Wyróżnienie PSA w konkursie „Drina Circuit 2015” – Bośnia i Hercegowina
- 2015 – Wyróżnienie ArtFoto w konkursie „Drina Circuit 2015” – Bośnia i Hercegowina
- 2015 – Wstążka PSA (wyróżnienie) w konkursie „View Point 2015” – Macedonia
- 2015 – Wstążka PSA (wyróżnienie) w konkursie „Photo Motion 2015” – Macedonia
- 2015 – Wyróżnienie w konkursie MIFA Moscow International Foto Awards – Rosja
- 2015 – Wyróżnienie w konkursie IPA International Photography Awards – USA
- 2015 – Wyróżnienie w konkursie PX3, Prix de la Photographie Paris – Francja
- 2012 – Nagroda główna Polskiego Związku Zapaśniczego w konkursie „Z zapaśniczej maty Radomia” – Polska
- 2012 – Nagroda „Srebrne oko” na III dorocznej wystawie Fotoklubu RP Region Radomski – Polska
- 2011 – Nagroda prezesa Fotoklubu RP na II dorocznej wystawie Fotoklubu RP Region Radomski – Polska
- 2010 – Złoty medal Golden Digital w międzynarodowym konkursie The Golden Digital – Dania
- 2010 – Wyróżnienie w konkursie „Foto Nowela” Radomskiego Towarzystwa Fotograficznego za „Tryptyk o uprawie światła” – Polska
- 2010 – Brązowy Medal FIAP na XXX Międzynarodowym Konkursie Fotograficznym im. Jana Sunderlanda w Nowym Targu – Polska
- 2010 – Nagroda główna i tytuł „Zdjęcie roku” w XV edycji Konkursu Fotograficznego „Zdjęcie roku 2009” organizowanym przez Zamojski Dom Kultury, Zamojskie Towarzystwo Fotograficzne i Tygodnik Zamojski – Polska
- 2010 – Nagroda w kategorii „W pejzażu miejskim” na V Ogólnopolskim Biennale Fotografii Krosno 2009 „Miasto i ludzie – dynamika” – Polska
- 2010 – Wyróżnienie w kategorii „Detal” na V Ogólnopolskim Biennale Fotografii Krosno 2009 „Miasto i ludzie – dynamika” – Polska
- 2009 – Wyróżnienie w konkursie „Foto Nowela” Radomskiego Towarzystwa Fotograficznego za zestaw “Mamrot Story” – Polska
- 2009 – Srebrny Medal „Za Fotograficzną Twórczość” na XXIX Międzynarodowym Konkursie Fotograficznym im. Jana Sunderlanda w Nowym Targu – Polska
- 2008 – Nagroda główna w 1 Ogólnopolskim Konkursie Fotograficznym „Złote Cyfrowe Oko” – Polska
- 2008 – Nagroda specjalna za tematykę tatrzańską w XV Biennale Fotografii Górskiej w Jeleniej Górze – Polska

Źródło